# ژانگ یوشیا
ژانگ یوشیا (انگلیسی: Zhang Youxia؛ زادهٔ ۱۹۵۰) ارتشبد نیروی زمینی ارتش آزادی‌بخش چین است، که از سال ۲۰۱۸ به‌عنوان جانشین رئیس کمیسیون مرکزی نظامی چین و نایب رئیس کمیسیون مرکزی نظامی حزب کمونیست چین فعالیت می‌کند.
یوشیا فعالیت نظامی را از سال ۱۹۶۸ در ارتش آزادی‌بخش چین آغاز کرد، از ۲۰۰۰ تا ۲۰۰۵ فرماندهی ارتش سیزدهم را برعهده داشت، از ۲۰۰۷ تا ۲۰۱۲ فرمانده منطقه نظامی شن‌یانگ بود، در فاصله سال‌های ۲۰۱۲ تا ۲۰۱۵ به‌عنوان رئیس اداره کل تسلیحات ارتش آزادی‌بخش خلق فعالیت می‌کرد و از ۲۰۱۵ تا ۲۰۱۷ رئیس دپارتمان توسعه تجهیزات کمیسیون مرکزی نظامی بود.